# Guillermo Fonseca Álvarez
Guillermo Fonseca Álvarez (San Luis Potosí, San Luis Potosí, 22 de junio de 1933) es un político mexicano, miembro del Partido Revolucionario Institucional (PRI). Ocupó numerosos cargos políticos, entre ellos, gobernador de San Luis Potosí de 1973 a 1979.

## Biografía
Realizó sus estudios básicos en la Ciudad de México y se trasladó a San Luis Potosí a estudiar la secundaria. La preparatoria y los estudios profesionales los realiza en la Universidad Autónoma de San Luis Potosí (UASLP), de donde egresa como licenciado en Derecho. Ejerció como docente en la misma escuela de Derecho de la UASLP, impartiendo asignaturas como historia, geografía, grámatica española, teoría del estado, introducción al estudio del derecho, y sociología.
Fue secretario de la Sociedad de Alumno de Derecho de la UASLP y secretario general de la Federación de Estudiantes Universitarios de San Luis Potosí. Fue agente del ministerio público de la Procuraduría General de Justicia del estado y funcionario y luego presidente de la Junta de Conciliación y Arbitraje de San Luis Potosí.
Fue presidente estatal del PRI y delegado del partido en varios estados. En 1967 fue elegido por primera ocasión diputado federal, representando al  Distrito 4 de San Luis Potosí en la XLVII Legislatura de 1967 a 1970, pero el mismo año fue candidato del PRI a presidente municipal de San Luis Potosí y fue elegido para el periodo de 1968 a 1971, por lo que el 27 de diciembre de 1967 se separó definitivamente de su diputación. Fue sustituido en el cargo por su suplente, Fausto Zapata Loredo.
Se separó de la presidencia municipal en 1970 para ser coordinador de la campaña presidencial de Luis Echeverría Álvarez en San Luis Potosí y candidato a senador por el estado, resultando elegido para el periodo de 1970 a 1976 que correspondería a las Legislaturas XLVIII y XLIX. Pero en 1973 fue postulado candidato a gobernador de San Luis Potosí, por lo que dejó la senaduría el 4 de septiembre de 1973, y resultando victorioso en las elecciones de dicho año, asumió la gubernatura el 26 de septiembre de 1973 para el periodo que terminó en misma fecha de 1979. Los gobiernos de Fonseca Álvarez y de su antecesor Antonio Rocha Cordero, se caracterizaron por recuperar la tranquilidad política en el estado, tras los episodios de los conflictos electorales protagonizados por Salvador Nava Martínez en los años anteriores; pero dicha estabilidad se perdió nuevamente el terminar su gubernatura.
Al término de su gubernatura, es nombrado director general del Instituto de Estudios Políticos, Económicos y Sociales (IEPES) del PRI de 1979 a 1980 y luego presidente del PRI en el Distrito Federal en 1980. De 1981 a 1982 es nombrado subsecretario de Asuntos Agrarios de la Secretaría de la Reforma Agraria en el gobierno de José López Portillo y siendo titular de la secretaría Gustavo Carvajal Moreno. De 1983 a 1987 fue secretario de Organización y luego en 1987 secretario general de la Confederación Nacional de Organizaciones Populares (CNOP).
En 1985 fue elegido por segunda ocasión diputado federal, esta vez representando al Distrito 17 del Distrito Federal en la LIII Legislatura que concluyó en 1988. Ese último año, el presidente Carlos Salinas de Gortari lo nombró vocal ejecutivo del Comité Administrador del Programa Federal de Construcción de Escuelas (CAPFCE), cargo que ocupó hasta 1992 en que es designado Oficial mayor de la Secretaría de Salud, siendo titular de la misma Jesús Kumate Rodríguez y hasta 1994 en que concluyó la administración salinista. Su último cargo público sería el de director general de Asuntos Religiosos de la Secretaría de Gobernación en 1998, nombrado por el secretario Francisco Labastida Ochoa.